# Podolany (województwo mazowieckie)
Podolany – wieś sołecka w Polsce położona w województwie mazowieckim, w powiecie lipskim, w gminie Ciepielów.
W latach 1975–1998 miejscowość położona była w województwie radomskim.
Wierni Kościoła rzymskokatolickiego należą do parafii Świętych Apostołów Piotra i Pawła w Krępie Kościelnej.

## Historia
Podolany w wieku XIX opisano jako wieś w powiecie iłżeckim, gminie Wierzchowiska, parafii Krępa. Odległe od Iłży 18 wiorst posiadały 25 domów i 151 mieszkańców. Wieś wchodziła w skład dóbr Jawór Solecki.